# Jeffrey Boam
Jeffrey Boam (Rochester, 30 novembre 1946 – Los Angeles, 24 gennaio 2000) è stato uno sceneggiatore e produttore cinematografico statunitense.
Ha studiato all'UCLA e al Sacramento State College, in California, ed è stato per molti anni dirigente di studio prima di dedicarsi alla sceneggiatura.
Fra i suoi lavori più noti si ricordano le sceneggiature di Salto nel buio del 1987, La zona morta del 1983, Indiana Jones e l'ultima crociata del 1989 e Arma letale 3 del 1992.
Muore nel 2000 per un'insufficienza cardiaca legata a una rara patologia polmonare.

## Filmografia parziale

### Soggetto
- Arma letale 3 (Lethal Weapon 3), regia di Richard Donner (1992)

### Sceneggiatore
- La zona morta (The Dead Zone), regia di David Cronenberg (1983)
- Ragazzi perduti (The Lost Boys), regia di Joel Schumacher (1987)
- Salto nel buio (Innerspace), regia di Joe Dante (1987)
- L'allegra fattoria (Funny Furm), regia di George Roy Hill (1988)
- Arma letale 2 (Lethal Weapon 2), regia di Richard Donner (1989)
- Indiana Jones e l'ultima crociata (Indiana Jones and the Last Crusade), regia di Steven Spielberg (1989)
- Arma letale 3 (Lethal Weapon 3), regia di Richard Donner (1992)
- The Phantom, regia di Simon Wincer (1996)

### Ideatore
- Le avventure di Brisco County Jr. (The Adventures of Brisco County, Jr.) - serie TV (1993-1994)